# Explosió de Wanggongchang
L'explosió de Wanggongchang (xinès tradicional: 王恭廠大爆炸, pinyin: Wánggōngchǎng dà bàozhà), també coneguda com la Gran Explosió de Tianqi (xinès tradicional: 天啟大爆炸, pinyin: Tiānqǐ dà bàozhà), va ser un accident produït en una fàbrica de pólvora de Pequín el 30 de maig de 1626. Es considera el primer accident relacionat amb explosius artificials de la història. No se sap del cert què va provocar l'explosió però la fàbrica (una de les sis armeries de la capital) va desaparèixer de l'impacte, així com les cases del voltant fins a 2 km de l'epicentre. Van morir 20000 persones de manera directa i la pèrdua d'armes va perjudicar greument l'exèrcit Ming. Les reparacions, assumides per l'emperador a qui es culpava del desastre per un càstig diví a la seva conducta, van arruïnar el pressupost imperial. A més a més en l'explosió va morir l'hereu al tron, fet que va provocar conflictes successoris que van accelerar la fi de la dinastia Ming.